# Remix Gang
Remix Gang fue un grupo de pop indio, creado dentro de la serie de televisión Remix, formado por los también actores Priya Wal, Raj Singh Arora, Shweta Gulati, Karan Wahi.

## Historia
La Banda nació gracias a la teleserie Remix que fue emitida en diciembre del 2004, tuvo un éxito inmediato, la banda lanzó su primer álbum en marzo del 2005 titulado "Remix Gang" que vendió más de 40000 copias en india, 3000 en Rusia y 900 en China. El segundo álbum "Remix Gang 2" vendió 18000 copias en la india y la canción "Remix Gang (new versión)" fue la apertura de la telenovela mientras el primer y único single promocional del álbum fue "Heart of Student". Por último la banda lanzó el 3 álbum en vivo y con 4 canciones inéditas "The Connuation ", tuvo el éxito esperado vendiendo 20000 copias en la india, 5000 en Rusia y 1000 en EE. UU., llegando a saturar algunas emisoras de EE. UU., pero por motivos desconocidos la banda llegó a su fin en junio de 2007.

## Discografía
| Año  | Nombre           | Tipo                    |
| ---- | ---------------- | ----------------------- |
| 2005 | "Remix Gang"     | 1 álbum de estudio      |
| 2006 | "Remix Gang 2"   | 2 álbum de estudio      |
| 2007 | "The Connuation" | Primer álbum en directo |

### Singles
- 2005-Remix Gang
- 2005-Always Worth
- 2006-Heart of Student
- 2007-That
- 2007-Big Story

- Datos: Q13424034